# Площадь Виру
Площадь Ви́ру (эст. Viru väljak) — площадь в центре Таллина, столицы Эстонии.

## Геогрaфия
Расположена в микрорайоне Сюдалинн, в конце улицы Виру. На площадь выходят улицы Вана-Виру, Лайкмаа, Хобуяама, Пярнуское шоссе, Нарвское шоссе, бульвар Мере.
Место слияния улицы Виру, бульвара Мере, Нарвского и Пярнуского шоссе считается нулевым километром Таллина.

## История
Первоначальное название — Русский рынок(эст. Vene turg, нем. Russischer Markt). 23 апреля 1939 года решением Таллинского городского совета была переименована в площадь Виру. Название связано с восточной эстонской провинцией Вирумаа, поскольку вблизи вновь поименованной площади проходила дорога в восточные районы Эстонии.
В 1872 году в здании бывшего универмага была открыта Александровская гимназия.
14 ноября 1888 года на площади была торжественно освящена каменная часовня во имя св. благоверного великого князя Александра Невского. Имела позолоченный купол, большие мозаичные иконы в арках над окнами и ажурную кованую ограду (снесена в 1921 году). Там, где в настоящее время стоит перестроенная из бывшего Дома быта гостиница “Tallink City Hotel”, стояли под одной крышей деревянные ларьки так называемого «Рыночного холла».
В 1940 году стала называться площадью Сталина, в период немецкой оккупации название было изменено на Wierländischer Platz (рус. Площадь Вирумаа), в 1944 году имя Сталина было возвращено и площадь носила его до 1960 года.
В 1948 году на площади планировалось создать архитектурный центр Таллина, в 1952 году был разработан проект композиционного центра площади — монумент Победы,

«Где раньше стояли лавочки,

Любителей коммерции,

Поднимется площадь Центральная,

Столицы нашей сердце». 

(Дебора Вааранди)

Проект остался неосуществлённым.
С 1960 по 1970 год называлась Центральной. Современное название площади было возвращено в 1970 году.
5 мая 1972 года вступила в строй построенная на площади гостиница «Виру» — первое высотное здание Таллина.

## Застройка
- д. 2 — бывшая Александровская гимназия, в настоящее время торгово-офисное здание “Metro Plaza”
- д. 3 — гостиница “Nordic Hotel Forum”, открыта в 2007 году, в 2021 году проходит реновацию[8]
- д. 4 — гостиница “Sokos Hotel Viru” (бывшая гостиница «Виру»)
- д. 4/6 — торговый центр “Viru Keskus”[эст.]
- д. 6 — Автобусный терминал Виру, построен в 2004 году[9]
- д. 6 — 10-этажный квартирный дом, построен в 2005 году

Статуя «Сумерки» (эст. «Hämarik») на улице Лайкмаа у торгового центра «Виру Кескус».
К площади примыкает парк Таммсааре и квартал Ротерманна.
- Здание «Metro Plaza», Viru väljak 2
- Справа — жилой дом Viru väljak 6
- Транспортный круг на площади Виру
- Гостиница «Nordic Hotel Forum»